# Минха (жертвоприношение)
Минха (ивр. מנחה‎), также хлебное приношение в иудаизме — жертва Богу, хлебный дар, приготовляемый из пшеничной или, в специальных случаях, из ячменной муки. Аспекты и процедуры приношения минхи описаны в Торе, в основном, в главах 2, 5, 6 книги Левит, а также в трактате Менахот в пятом разделе (Кодашим) Мишны.

## Общий порядок принесенияминх
Описан в Лев. 6:14—18. Хлебное приношение готовилось, как правило, из пшеничной муки тонкого помола (סלת) с добавлением оливкового масла. При принесении на жертвенник добавлялся ладан (לבנה). Минимальный размер приношения устанавливается в одну десятую ефы (на основании Лев. 5:11; ефа, אפה — мера объёма, примерно равная 25 литрам, следовательно, одна десятая ефы составляла чуть более 1,5 кг муки). Количество масла зависело от вида жертвы, в добровольном приношении — около 0,4 л на 1 кг; ладана брали одну горсть на всё приношение. Если из муки выпекалось хлебное изделие, то оно должно было быть пресным (מצה, маца). Часть минхи (горсть муки или кусочков мацы) вместе с ладаном сжигалась на жертвеннике. Оставшуюся часть, мацу, выпеченную из остальной муки, священники съедали в тот же день во дворе Храма, не дав ей закваситься. Нигде в другом месте эту жертву есть было нельзя.

## Видыминх
Минхи приносились в качестве:
- жертвы частного человека, в том числе священника. Минха священника отличалась тем, что полностью сжигалась на жертвеннике.
- общественного жертвоприношения, список которых установлен Торой.
- как обязательное дополнение к жертвоприношению из животных, такая минха называлась מנחת נסכים («минха возлияний»), потому что приносилась вместе с вином.
- как обязательное дополнение к особым видам жертвоприношений: искупительной жертве назорея, мирной жертве благодарности, жертве посвящения священников.

### Минхакак частное жертвоприношение
Выделяются следующие виды частных хлебных приношений:
- Минха за грех (חטאת, хаттат). Описана в Лев. 5:11—13. Приносилась за определённые виды грехов в том случае, когда согрешивший был беден и не мог принести жертву из скота или из птиц. Эта жертва готовилась без масла и без ладана.
- Минха ревнования (מנחת קנאת), приносимая при испытании жены, заподозренной в неверности, описана в Чис. 5:15. Приносилась из ячменной муки, без масла и без ладана.
- Обязательная минха священника, Лев. 6:20—23. Приносилась каждым священником в день, когда он впервые приступал к службе в Храме, а первосвященником ежедневно, утром и вечером. Полностью сжигалась.
- Минха, приносимая как добровольное жертвоприношение, описана в Лев. 2:1—13. Она приносилась либо в виде муки, либо в виде хлебных изделий, которых перечислено 4 вида: приготовленные на сковороде (מנחה על המחבת), в горшке (מנחת מרחשת), выпеченный хлеб (חלה) и печёные лепёшки (רקיקים). Рассматривалась как аналог добровольному приношению (всесожжению или мирной жертве) из животных. Такую жертву приносили в основном бедные люди не имевшие возможности приобрести животное[1][2][3][4].

### Минхакак общественное жертвоприношение
- Первый сноп жатвы ячменя (עמר, омер). Принесение его описано в Лев. 2:14—16 и Лев. 23:10—14. Приносился на исходе первого дня Песаха (по буквальному чтению — на исходе пасхальной субботы, что составляло предмет религиозного спора между фарисеями и саддукеями).
- Два хлеба (לחם תנופה — «хлеб возношения»), приносимые в праздник Шавуот, см. Лев. 23:16—18. Этот хлеб выпекался квасным и на жертвенник не поступал, но к нему также применялось название минха.
- Хлебы предложения, описаны в Исх. 25:23—30 и Лев. 24:5—9. Эти хлебы в количестве 12-и штук каждую субботу выкладывались на стол, стоявший в Храме; пролежав неделю, они заменялись новыми. На жертвенник они не поступали, снятые со стола хлебы съедались священниками.

### Минхакак дополнение к жертвоприношению из животных
- Минха возлияний описана в Чис. 15:1—12. Её размер зависел от того, какое животное приносилось в жертву; она сжигалась полностью.
- Минха благодарственной жертвы описана в Лев. 7:12—13. Помимо пресного хлеба она включала в себя квасной, который на жертвенник не шёл.
- Хлебное приношение назорея являлась частью жертвоприношения, приносимого назореем по истечении срока его обета, оно описано в Чис. 6:13—20.
- Хлебное приношение было частью жертвы посвящения на служение Аарона и его сыновей, об этом упоминается в Лев. 8:26.

В трёх последних случаях Тора не называет эти хлебные приношения минхами, они выделяются по смыслу; минха благодарственной жертвы причисляется к таковым в Талмуде.